# Marko Pjaca
Marko Pjaca, född 6 maj 1995 i Zagreb i Kroatien, är en kroatisk professionell fotbollsspelare som spelar för Dinamo Zagreb. Han spelar även för Kroatiens landslag.

## Karriär
Den 4 januari 2018 lånades Pjaca ut till Schalke 04 på ett låneavtal över resten av säsongen 2017/2018. Därefter, med början i augusti 2018, lånades han ut på nytt, den här gången till italienska Fiorentina. Den 31 januari 2020 lånades Pjaca ut till belgiska Anderlecht på ett låneavtal över resten av säsongen 2019/2020. Den 19 september 2020 lånades han ut till Genoa på ett låneavtal över säsongen 2020/2021.
Den 28 juli 2021 lånades Pjaca ut till Torino på ett säsongslån. Den 1 september 2022 lånades han ut till Empoli  på ett säsongslån.
Den 1 september 2023 återvände Pjaca till Kroatien och skrev på ett treårskontrakt med Rijeka. Den 3 juli 2024 blev han klar för en återkomst i Dinamo Zagreb.